# Canadá en los Juegos Olímpicos de Seúl 1988
Canadá estuvo representado en los Juegos Olímpicos de Seúl 1988 por un total de 328 deportistas que compitieron en 23 deportes.  
La portadora de la bandera en la ceremonia de apertura fue la nadadora de sincronizada Carolyn Waldo.

## Medallistas
El equipo olímpico canadiense obtuvo las siguientes medallas:
| Nombre                                                                                      | Deporte               | Competición            |
| ------------------------------------------------------------------------------------------- | --------------------- | ---------------------- |
| Oro                                                                                         |                       |                        |
| Lennox Lewis                                                                                | Boxeo                 | Superpesado (+91 kg) M |
| Carolyn Waldo                                                                               | Natación sincronizada | Solo F                 |
| Carolyn Waldo Michelle Cameron                                                              | Natación sincronizada | Dúo F                  |
| Plata                                                                                       |                       |                        |
| Egerton Marcus                                                                              | Boxeo                 | Medio (75 kg) M        |
| Mark Tewksbury Victor Davis Sandy Goss Tom Ponting                                          | Natación              | 4 × 100 m estilos M    |
| Bronce                                                                                      |                       |                        |
| Dave Steen                                                                                  | Atletismo             | Decatlón M             |
| Raymond Downey                                                                              | Boxeo                 | Superwélter (71 kg) M  |
| Gina Smith (Malte) Cynthia Ishoy (Dynasty) Ashley Nicoll (Reipo) Eva-Maria Pracht (Emirage) | Hípica                | Doma por eqs.          |
| Andrea Nugent Allison Higson Jane Kerr Lori Melien                                          | Natación              | 4 × 100 m estilos F    |
| Frank McLaughlin John Millen                                                                | Vela                  | Flying Dutchman M      |